# Кинк (математика)
Кинк — это решение уравнений движения поля в некоторых теоретико-полевых моделях в {\displaystyle 1+1} измерениях (т.е. в двумерном пространстве-времени), интерполирующее между двумя вакуумами (значениями поля или полей, соответствующими минимумам потенциала) при изменении пространственной координаты от {\displaystyle -\infty } до {\displaystyle +\infty }. Кинк является простейшим топологическим солитоном.

## Кинк в модели одного действительного скалярного поля
Рассмотрим теорию одного действительного скалярного поля {\displaystyle \phi (x,t)} в пространстве размерности {\displaystyle 1+1} с действием
{\displaystyle S=\int d^{2}x\left[{\frac {1}{2}}\phi _{,\mu }\phi ^{,\mu }-V(\phi )\right],}
где {\displaystyle \mu =0,1}, а {\displaystyle V(\phi )} — потенциал вида:
{\displaystyle V(\phi )=-{\frac {\mu ^{2}}{2}}\phi ^{2}+{\frac {\lambda }{4}}\phi ^{4}+{\frac {\mu ^{4}}{4\lambda }}={\frac {\lambda }{4}}(\phi ^{2}-v^{2})^{2},~~v={\frac {\mu }{\sqrt {\lambda }}}.}
Это так называемая модель {\displaystyle \phi ^{4}} (раньше в литературе часто встречалось также название "модель {\displaystyle \lambda \phi ^{4}}"). Действие инвариантно относительно дискретного преобразования {\displaystyle \phi \to -\phi }; эта симметрия спонтанно нарушается, т.к. классические вакуумы равны {\displaystyle \phi ^{(vac)}=\pm v}.
Из принципа наименьшего действия получается уравнение движения для поля {\displaystyle \phi }:
{\displaystyle \Box \phi +{\frac {dV(\phi )}{d\phi }}=0,}

где {\displaystyle \Box ={\frac {\partial ^{2}}{\partial t^{2}}}-{\frac {\partial ^{2}}{\partial x^{2}}}} -- оператор Даламбера.
Будем искать статическое, т.e. не зависящее от времени решение уравнения движения. В этом случае {\displaystyle \phi =\phi (x)} и уравнение движения принимает вид
{\displaystyle \phi ''-{\frac {dV(\phi )}{d\phi }}=0,}
где штрих обозначает производную по пространственной координате. Полученное уравнение имеет следующее решение:
{\displaystyle \phi =\pm v\tanh({\sqrt {\frac {\lambda }{2}}}v(x-x_{0}))=\pm {\frac {\mu }{\sqrt {\lambda }}}\tanh {({\frac {\mu }{\sqrt {2}}}(x-x_{0}))},}
где {\displaystyle x_{0}} — постоянная интегрирования, отвечающая за расположение кинка на координатной оси. Данное решение (со знаком "{\displaystyle +}") является статическим кинком модели {\displaystyle \lambda \phi ^{4}}  соединяющим вакуумы {\displaystyle -v} и {\displaystyle +v} при изменении пространственной координаты от {\displaystyle -\infty } до {\displaystyle +\infty }. Заметим, что решение со знаком "{\displaystyle -}" называется антикинком.

### Свойства решения
Размер кинка имеет порядок величины {\displaystyle r_{k}=\mu ^{-1}}, то есть порядок комптоновской длины волны элементарного возбуждения. Действительно, плотность энергии кинка
{\displaystyle \epsilon (x)={\frac {1}{2}}\phi '^{2}+V(\phi )={\frac {\lambda }{2}}v^{4}{\frac {1}{\cosh ^{4}({\frac {\mu }{\sqrt {2}}}(x-x_{0}))}}}
существенно отличается от нуля только в области {\displaystyle |x-x_{0}|\lesssim r_{k}}.
Статическая энергия кинка равна
{\displaystyle \int _{-\infty }^{\infty }\epsilon (x)dx={\frac {2}{3}}mv^{2},}
где {\displaystyle m={\sqrt {2}}\mu } — масса элементарного возбуждения.
Полученное решение не инвариантно относительно пространственных трансляций и преобразований Лоренца. Однако эти преобразования переводят решения уравнений поля в другие решения. Применяя трансляции и преобразование Лоренца, получим следующее семейство нестатических решений:
{\displaystyle \phi ={\frac {\mu }{\sqrt {\lambda }}}\tanh {(\pm {\frac {\mu }{\sqrt {2}}}{\frac {(x-x_{0})-ut}{\sqrt {1-u^{2}}}})},}
где {\displaystyle u} — скорость движущегося кинка.

## Кинк в модели одного комплексного скалярного поля
Рассмотрим теорию одного комплексного скалярного поля в пространстве размерности {\displaystyle 1+1} с лагранжианом
{\displaystyle {\cal {{L}=\phi _{,\mu }{\bar {\phi }}^{,\mu }+\mu ^{2}\phi {\bar {\phi }}-{\frac {\lambda }{2}}(\phi {\bar {\phi }})^{2}.}}}
Принцип наименьшего действия приводит к следующим уравнениям поля:
{\displaystyle \phi _{,\mu }^{~~\mu }=\mu ^{2}\phi -\lambda \phi ^{2}{\bar {\phi }},}
{\displaystyle {\bar {\phi }}_{,\mu }^{,\mu }=\mu ^{2}{\bar {\phi }}-\lambda {\bar {\phi }}^{2}\phi .}
Полученные уравнения имеют решением кинк из теории действительного скалярного поля
{\displaystyle \phi ={\bar {\phi }}={\frac {\mu }{\sqrt {\lambda }}}\tanh {(\pm {\frac {\mu }{\sqrt {2}}}x)}.}

## Кинк вуравнении синус-Гордона
Рассмотрим теорию одного действительного скалярного поля в пространстве размерности {\displaystyle 1+1} с лагранжианом
{\displaystyle {\cal {{L}=\phi _{,\mu }\phi ^{,\mu }+m^{2}v^{2}[\cos {\frac {\phi }{v}}-1].}}}
Принцип наименьшего действия приводит к уравнению
{\displaystyle \phi _{,\mu }^{~~\mu }+m^{2}v\sin {\frac {\phi }{v}}=0,}
которое заменой {\displaystyle x\rightarrow mx,~~t\rightarrow mt,~~\phi \rightarrow {\frac {\phi }{v}}} приводится к уравнению синус-Гордона
{\displaystyle \phi _{tt}-\phi _{xx}+\sin \phi =0,}
имеющему следующие частные решения, представляющие движущиеся со скоростью {\displaystyle v} кинки, интерполирующие между вакуумами {\displaystyle \phi _{0}=2\pi k,~~k\in \mathbb {Z} } и {\displaystyle \phi _{0}+2\pi } при изменении {\displaystyle x} от {\displaystyle -\infty } до {\displaystyle +\infty }:
{\displaystyle \phi (x,t)=\phi _{0}+4\arctan \left\{\exp \left[\pm {\frac {x+vt}{\sqrt {v^{2}-1}}}+\delta \right]\right\},}
где {\displaystyle \delta } — произвольная постоянная. Знак {\displaystyle +} соответствует кинку, знак {\displaystyle -} — антикинку.